# Tillandsia pomacochae
Tillandsia pomacochae är en gräsväxtart som beskrevs av Werner Rauh. Tillandsia pomacochae ingår i släktet Tillandsia och familjen Bromeliaceae. Inga underarter finns listade i Catalogue of Life.

## Bildgalleri

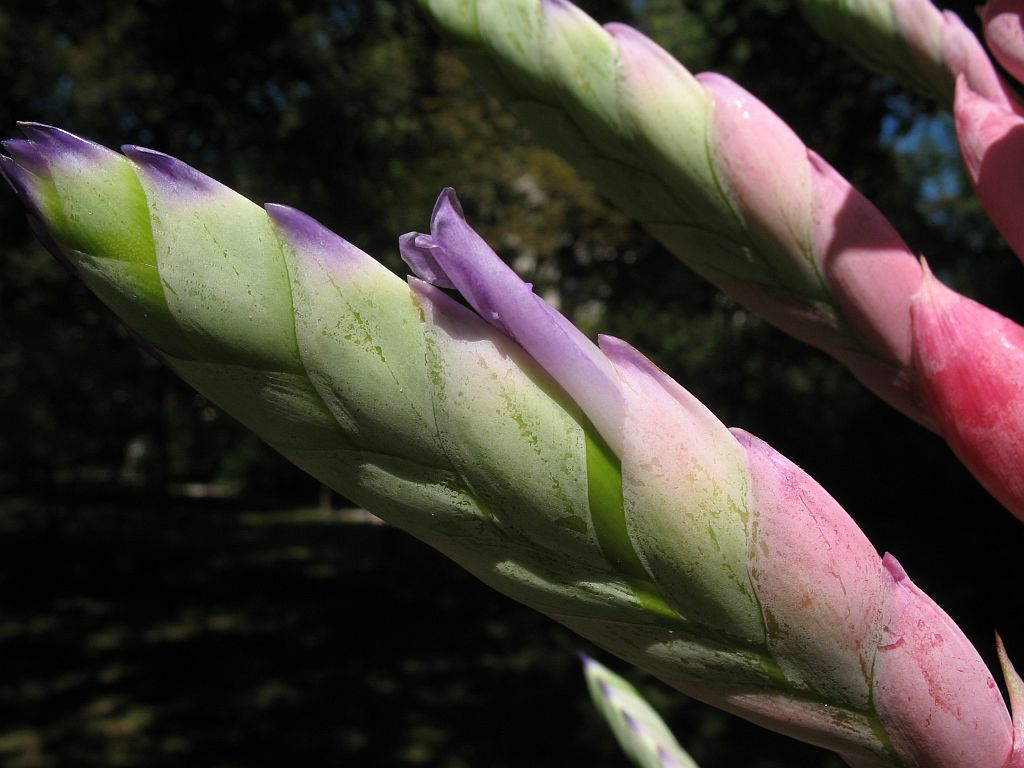
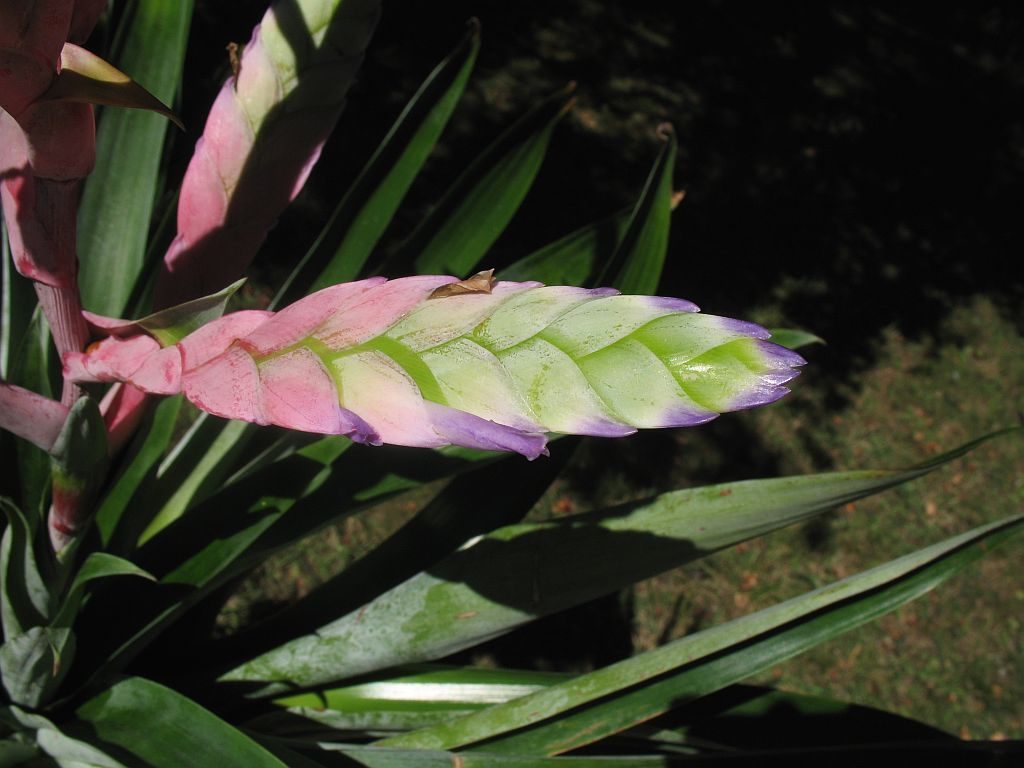
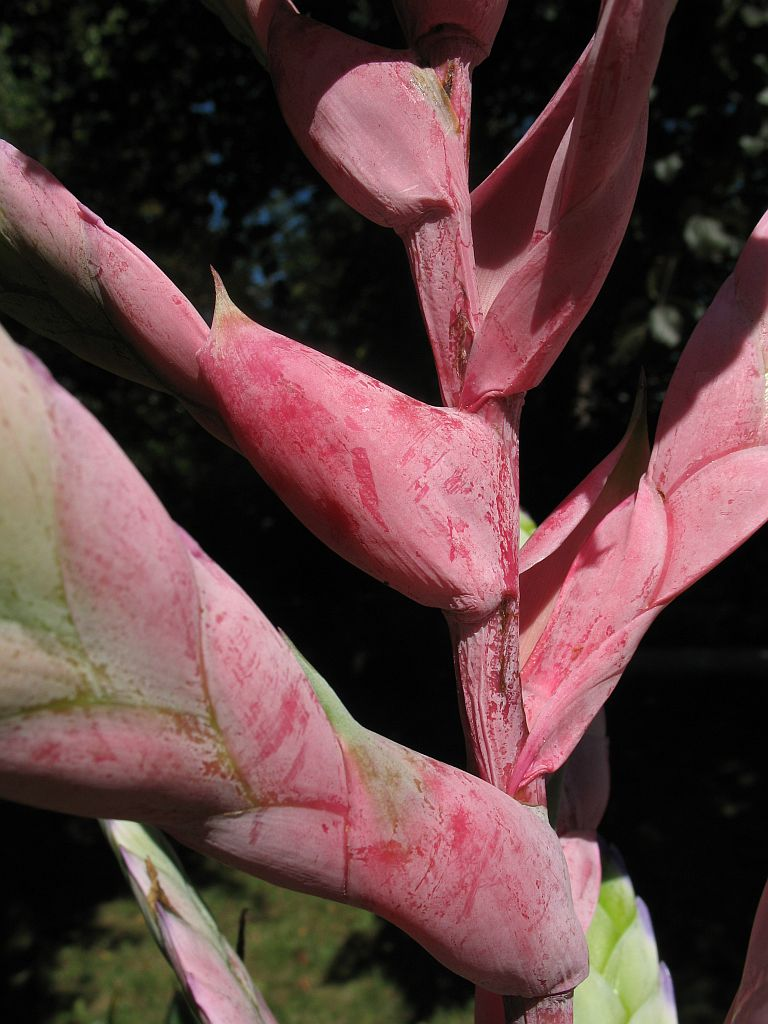
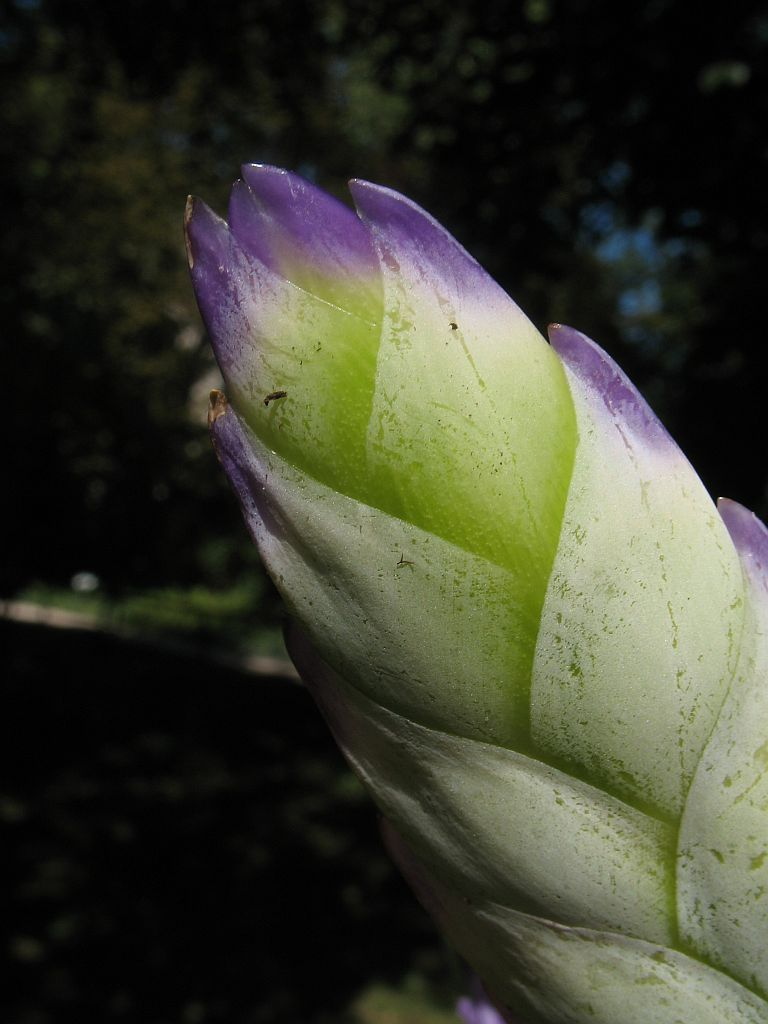